# Горенко Сергій Сергійович
Горенко Сергій Сергійович (1982—2022)— український правоохоронець, проросійський колаборант. У 2019—2022 роках займав посаду "генерального прокурора" «Луганської народної республіки». Загинув внаслідок вибуху 16 вересня 2022 року.

## Біографія
Народився 1982 року у місті Свердловськ (нині Довжанськ Луганської області). Його батько був генерал-лейтенантом внутрішньої служби. Середню школу закінчив у Краснодоні (нині Сорокине Луганської області). 2003 року закінчив Луганську академію внутрішніх справ. З 2003 по 2007 роки працював слідчим. 3 2007 по 2014 року займав різні посади у структурах МВС у Луганській області. Паралельно з роботою продовжував здобувати освіту у Луганському державному університеті внутрішніх справ.
У 2014 році після окупації російськими військами частини Луганської області, пристав на бік загарбників. Його призначили першим заступником генерального прокурора так званої Луганської народної республіки. 22 листопада 2019 року його призначено на посаду генерального прокурора Луганської народної Республіки.
Ліквідований 16 вересня 2022 року внаслідок спрацювання саморобного вибухового пристрою у будівлі прокуратури. Разом із ним загинула його заступниця.